# El cuento de la criada (película)
El cuento de la criada es una película distópica de 1990 adaptada de la novela homónima de 1985 de la autora canadiense Margaret Atwood. Dirigida por Volker Schlöndorff, la película está protagonizada por Natasha Richardson (Offred), Faye Dunaway (Serena Joy), Robert Duvall (The Commander), Aidan Quinn (Nick) y Elizabeth McGovern (Moira).  El guion fue escrito por el dramaturgo Harold Pinter.  La partitura musical original fue compuesta por Ryuichi Sakamoto. La película participó en el 40.º Festival Internacional de Cine de Berlín.  Es la primera adaptación filmada de la novela, sucedida por la serie de televisión de Hulu que comenzó a transmitirse en 2017.
La adaptación cinematográfica de El cuento de la criada enfrentó numerosos desafíos en su desarrollo, y el guionista Harold Pinter expresó su descontento con el producto final debido a importantes modificaciones de su guion original. Pinter había contribuido sólo con una parte del guion y finalmente dio carta blanca al director y al autor para realizar cambios. Intentó que su nombre fuera eliminado de los créditos, pero no lo consiguió.

## Trama
En un futuro próximo, la guerra arrasa la República de Gilead (antes Estados Unidos de América) y la contaminación ha dejado estéril al 99% de la población. Kate es una mujer que intenta emigrar a Canadá con su marido Luke y su hija Jill. Cuando intentan cruzar la frontera a pie por un camino de tierra, la Guardia Fronteriza de Gilead les ordena que retrocedan o abrirán fuego. Luke atrae el fuego, le dice a Kate que corra y recibe un disparo. Kate es capturada, mientras Jill se adentra en el interior del país, confundida y sola. Las autoridades llevan a Kate a un centro de entrenamiento con varias otras mujeres, donde las entrenan para convertirse en sirvientas, que son concubinas de las parejas privilegiadas pero estériles que dirigen el régimen fundamentalista religioso del país. Aunque se resiste al adoctrinamiento en el culto de las Siervas, que mezcla la ortodoxia del Antiguo Testamento con cánticos grupales escritos y violencia ritualizada, Kate pronto es asignada a la casa de "el Comandante" (Fred) y su fría e inflexible esposa, Serena Joy. Allí la llaman "Offred" ("de Fred").
Su papel como la última concubina del Comandante no tiene emociones, ya que yace entre las piernas de Serena Joy mientras el Comandante la viola, ambos con la esperanza de que ella les dé un hijo. Kate añora continuamente su vida anterior, pero las pesadillas sobre la muerte de su marido y la desaparición de su hija la persiguen. Un médico explica que muchos de los líderes masculinos de Gilead son tan estériles como sus esposas. Serena Joy, que desea desesperadamente tener un bebé, convence a Kate de que se arriesgue al castigo por fornicación (muerte en la horca) para ser fertilizada por otro hombre que pueda embarazarla y, en consecuencia, perdonarle la vida. Cuando Kate acepta esto, Serena Joy le informa que su hija Jill está viva y le proporciona una fotografía reciente de ella viviendo en la casa de otro Comandante, pero le dice a Kate que nunca podrá ver a su hija. El Comandante también intenta acercarse a Kate, sintiendo que si se divirtiera más sería una mejor sirvienta. Explotando la experiencia de Kate como bibliotecaria, le consigue artículos difíciles de conseguir y le permite entrar a su biblioteca privada. Sin embargo, durante una noche de fiesta, el Comandante tiene relaciones sexuales con Kate de forma no autorizada. El otro hombre seleccionado por Serena Joy resulta ser Nick, el simpático chófer del Comandante. Kate se encariña con Nick y finalmente queda embarazada de su hijo.
Kate finalmente mata al comandante y luego llega una unidad de policía para llevársela. Creyendo que los policías son miembros de los Ojos, la policía secreta del gobierno, se da cuenta de que son soldados del movimiento de resistencia (Mayday), del que Nick también forma parte. Kate luego huye con ellos, separándose de Nick en una escena emotiva.
Ahora libre una vez más y sin uniforme, pero enfrentando un futuro incierto, Kate embarazada vive sola en un remolque mientras recibe informes de inteligencia de los rebeldes. Preguntándose (y esperando que) ella y Nick se reúnan, decide (con la ayuda de los rebeldes) encontrar a su hija.

## Elenco
- Natasha Richardson - Kate/Offred
- Robert Duvall - Fred Waterford, el comandante
- Faye Dunaway - Serena Joy
- Elizabeth McGovern - Moira
- Aidan Quinn - Nick
- Victoria Tennant - tía Lydia
- Blanche Baker - Ofglen
- Traci Lind - Janine/Ofwarren
- Reiner Schöne - Luke, el marido de Kate.
- Robert D. Raiford - Dick
- Muse Watson - guardián
- Bill Owen - locutor de televisión N.° 2
- David Dukes - médico
- Blair Nicole Struble - Jill, la hija de Kate

## Desarrollo

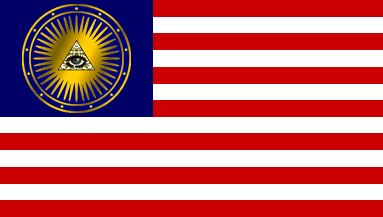
Bandera de la República de Galaad como se muestra en la película.

Según Steven H. Gale, en su libro Sharp Cut, "el montaje final de El cuento de la criada es menos resultado del guion de Pinter que de cualquiera de sus otras películas. Contribuyó sólo con una parte del guion: supuestamente "abandonó la escritura del guion" 'por agotamiento.' … Aunque intentó que quitaran su nombre de los créditos porque estaba muy disgustado con la película (en 1994 me dijo que esto se debía a las grandes divergencias con su guion que se dan en la película), … su nombre permanece como guionista. ". 
Gale observa además que "mientras se rodaba la película, el director Volker Schlöndorff ", que había sustituido al director original Karel Reisz, "llamó a Pinter y le pidió algunos cambios en el guion"; sin embargo, "Pinter recordó estar muy cansado en ese momento y sugirió que Schlöndorff contactara a Atwood sobre las reescrituras. Básicamente, le dio al director y al autor carta blanca para aceptar cualquier cambio que ella quisiera instituir, ya que, como él razonó "No pensé que un autor quisiera arruinar su propio trabajo". … Al final resultó que, no sólo Atwood hizo cambios, sino que también lo hicieron muchos otros que estuvieron involucrados en el rodaje".  Gale señala que Pinter le dijo a su biógrafo Michael Billington que
Se convirtió en... una mezcolanza. Todo cayó entre varios rodajes. Trabajé con Karel Reisz durante aproximadamente un año. Hay grandes escenas públicas en la historia y Karel quería hacerlas con miles de personas. La compañía cinematográfica no lo aprobaría, por lo que se retiró. Entonces entró Volker Schlöndorff como director. Quería trabajar conmigo en el guion, pero le dije que estaba absolutamente agotado. Más o menos dije: 'Haz lo que quieras'. Ahí está el guion. ¿Por qué no volver al autor original si quieres juguetear? ' Fue al autor original. Y luego entraron los actores. Dejé mi nombre en la película porque había suficiente para justificarlo... más o menos. Pero no es mío'.  
En un ensayo sobre el guion de Pinter para La mujer del teniente francés, en The Films of Harold Pinter, Gale analiza la "insatisfacción de Pinter con" el "tipo de alteración" que ocurre "una vez que otros modifican el guion" y "se vuelve colaborativo para el hecho de que ya no es su producto o que esos retoques con fines prácticos eliminan parte del elemento artístico";  añade: "En particular, El cuento de la criada, que consideró tan alterado que se negó a permitir que se publicara el guion, y Lo que queda del día, donde se negó a permitir que se adjuntara su nombre por la misma razón…” 
Se convirtió en... una mezcolanza. Todo cayó entre varios rodajes. Trabajé con Karel Reisz durante aproximadamente un año. Hay grandes escenas públicas en la historia y Karel quería hacerlas con miles de personas. La compañía cinematográfica no lo aprobaría, por lo que se retiró. Entonces entró Volker Schlöndorff como director. Quería trabajar conmigo en el guion, pero le dije que estaba absolutamente agotado. Más o menos dije: 'Haz lo que quieras'. Ahí está el guion. ¿Por qué no volver al autor original si quieres juguetear? ' Fue al autor original. Y luego entraron los actores. Dejé mi nombre en la película porque había suficiente para justificarlo... más o menos. Pero no es mío'.  

#### El guion de Pinter.
Christopher C. Hudgins analiza más detalles sobre por qué "Pinter decidió no publicar tres de sus guiones cinematográficos completos, El cuento de la criada, Lo que queda del día y Lolita ", todos los cuales Hudgins considera "guiones cinematográficos magistrales" de "superioridad demostrable respecto a los guiones que finalmente se utilizaron para hacer las películas"; afortunadamente ("Podemos agradecer a nuestras diversas estrellas de la suerte"), dice, "estos guiones cinematográficos de Pinter ahora están disponibles no sólo en colecciones privadas sino también en el Archivo Pinter de la Biblioteca Británica ". En este ensayo, que presentó por primera vez como ponencia en el décimo simposio del Premio de Teatro de Europa, Pinter: Passion, Poetry, Politics, celebrado en Turín, Italia, en marzo de 2006, Hudgins "examina los tres guiones cinematográficos inéditos junto con entre sí" y "proporciona varias ideas interesantes sobre el proceso de adaptación de Pinter". 

#### Las opiniones de Richardson
En un relato retrospectivo escrito después de la muerte de Natasha Richardson, para CanWest News Service, Jamie Portman cita la visión de Richardson sobre las dificultades que implicaba convertir la novela de Atwood en un guion cinematográfico:
Richardson reconoció desde el principio las dificultades de hacer una película a partir de un libro que era "en gran medida un monólogo interior de una sola mujer" y con el desafío de interpretar a una mujer incapaz de transmitir sus sentimientos al mundo que la rodea, pero que debe expresarlos. evidente para el público que ve la película. … Ella pensó que los pasajes de la narración en off en el guion original resolverían el problema, pero luego Pinter cambió de opinión y Richardson sintió que la habían dejado a la deriva. … "Harold Pinter tiene algo específico contra las locuciones", dijo enojada hace 19 años. "Hablando como miembro de una audiencia, he visto que la voz en off y la narración funcionan muy bien en películas varias veces, y creo que habría sido útil si hubiera estado allí para El cuento de la criada. Después de todo, es SU historia." Portman concluye que "al final el director Volker Schlöndorff se puso del lado de Richardson". Portman no reconoce el relato ya citado de Pinter de que les dio carta blanca tanto a Schlöndorff como a Atwood para hacer los cambios que quisieran en su guion porque estaba demasiado "agotado" por la experiencia para seguir trabajando en él. En 1990, cuando supuestamente hizo sus comentarios citados por Portman, es posible que la propia Richardson no lo supiera. 

### Locaciones de filmación
La escena donde ocurrió el ahorcamiento fue filmada frente a Duke Chapel en el campus de la Universidad de Duke en Durham, Carolina del Norte.  Se filmaron varias escenas en la escuela Saint Mary's School en Raleigh, Carolina del Norte. (Para esta película se utilizó 'The Staircase' y la casa Patterson como ubicación)

## Recepción
Rotten Tomatoes informa que 7 de los 23 críticos contados dieron a la película una reseña positiva; la calificación promedio fue de 4,9/10 y un índice de aprobación del 30%.  Roger Ebert le dio a la película dos de cuatro estrellas y escribió que "no estaba seguro exactamente de lo que dice la película" y que "al final de la película somos conscientes de grandes temas y pensamientos profundos, y de buenas intenciones que surgen". de enfoque."  Owen Gleiberman, que escribe para Entertainment Weekly, le dio a la película una calificación de "C-" y comentó que "visualmente, es bastante sorprendente", pero que es una "tontería paranoica, como el libro".  John Simon, de National Review, calificó El cuento de la criada como "inepto y molesto". 
Hellmuth Karasek escribió en su reseña de 1990 en Der Spiegel : “Aquí, en la observación incesante de conexiones secretas y siniestras, surge la tensión fría y cómica de esta película. Detrás de la superficie de un 'Un mundo feliz', se hacen visibles las extrañas condiciones en las que se desarrolla la convivencia sexual en las ricas reservas del estilo de vida estadounidense". La película "sólo aparentemente dirige su mirada hacia un futuro lejano. Cualquiera que quiera ver no tendrá dificultades para observar las condiciones que prevalecen hoy [...] Su película [...] reúne las virtudes de América, el cosmopolitismo y, sobre todo, una estupenda profesionalidad, sin tener que sufrir los vicios del nuevo Hollywood, la superficialidad y la ruidosa gigantomanía. 
Schlöndorff comentó "Acepté el contrato de trabajo para ganar dinero. Al final resultó que no fue una muy buena idea, porque no me gustó El cuento de la criada, a pesar de Pinter y Duvall." 